# Tre đá
Tre đá, tên khoa học Bambusa remotiflora, là một loài thực vật có hoa trong họ Hòa thảo. Loài này được (Kuntze) L.C.Chia & H.L.Fung mô tả khoa học đầu tiên năm 1980.